# 2014 Forest Hills Drive
2014 Forest Hills Drive je třetí studiové album amerického rappera a hudebního producenta J. Colea. Album bylo nahráno u Dreamville Records a Roc Nation s distribucí a záštitou od Columbia Records.

## O albu
Dne 16. listopadu 2014 J. Cole zveřejnil video, ve kterém oznámil vydání svého třetího studiového alba s názvem 2014 Forest Hills Drive. Také oznámil datum vydání alba, a to 9. prosince 2014. Album bylo plánováno bez předchozího vydání singlů a jen s malou propagační kampaní.
Název alba odkazuje na poštovní adresu domu, ve kterém J. Cole vyrůstal ve městě Fayetteville v Severní Karolíně. V roce 2014 J. Cole tento dům odkoupil.
Většinu písní sám produkoval, ke spolupráci si pozval jen několik dalších producentů, včetně osobností jako jsou Illmind, Cardiak, CritaCal, Vinylz, Elite nebo Willie B.
V den vydání alba byly vydány singly "Apparently" (58. příčka) a "G.O.M.D.", k písni "Apparently" byl téhož dne zveřejněn i videoklip. Druhá píseň se však do hitparády Billboard Hot 100 nedostala. Do amerického žebříčku se však po vydání alba dostaly i jiné písně, a to "Wet Dreamz" (61. příčka) a "No Role Modelz" (36. příčka).
Za třetí singl byla vybrána píseň "Wet Dreamz".

## Po vydání
V první týden prodeje se v USA prodalo 353 538 kusů alba, a tím debutovalo na první příčce. V druhý týden se prodalo dalších 118 781 kusů. V třetí týden se v USA prodalo 104 404 kusů, a tím se za první tři týdny celkem prodalo 576 723 kusů. Album tak obdrželo certifikaci zlatá deska. Během prvních tří týdnů bylo také album celkem 37milionkrát streamováno na placené hudební službě Spotify. Do konce února 2015 se v USA prodalo 785 447 kusů alba. Celkem se v USA prodal jeden milion kusů alba a tím se stalo jeho prvním, které získalo platinovou certifikaci.

## Seznam skladeb
| Pořadí         | Název              | Hudba                                                                  | Délka |
| -------------- | ------------------ | ---------------------------------------------------------------------- | ----- |
| 1.             | Intro              | J. Cole                                                                | 2:09  |
| 2.             | January 28th       | J. Cole, Nick Paradise (add.), Dre Charles (add.) & Team Titans (add.) | 4:02  |
| 3.             | Wet Dreamz         | J. Cole                                                                | 3:59  |
| 4.             | 03' Adolescence    | Willie B                                                               | 4:24  |
| 5.             | A Tale of 2 Citiez | Vinylz                                                                 | 4:29  |
| 6.             | Fire Squad         | J. Cole, Vinylz (add.)                                                 | 4:48  |
| 7.             | St. Tropez         | J. Cole                                                                | 4:17  |
| 8.             | G.O.M.D.           | J. Cole                                                                | 5:01  |
| 9.             | No Role Modelz     | Phonix Beats, J. Cole (add.)                                           | 4:52  |
| 10.            | Hello              | J. Cole, Pop Wansel (co.), JProof (co.)                                | 3:39  |
| 11.            | Apparently         | J. Cole                                                                | 4:53  |
| 12.            | Love Yourz         | !llmind, Cardiak (add.)                                                | 3:31  |
| 13.            | Note to Self       | J. Cole                                                                | 14:35 |
| Celková délka: | Celková délka:     | Celková délka:                                                         | 64:39 |

## Samply
- "January 28th" obsahuje části písně "Sky Restaurant" od Hi-Fi Set.
- "Wet Dreamz" obsahuje části písní "Mariya" od Family Circle a "Impeach the President" od The Honey Drippers.
- "03' Adolescence" obsahuje části písní "Runnin'" od 2Pac & The Notorious B.I.G. a "Here's That Rainy Day" od Sonita Rosa.
- "A Tale of 2 Citiez"obsahuje části písní "Blocka" od Pusha T a "Bring 'em Out" od T.I.
- "Fire Squad" obsahuje části písní "Midnight Theme" od Manzel a "Long Red" od Mountain.
- "St. Tropez" obsahuje části písní "That's All Right With Me" od Esther Phillips a "Hollywood" od Rufus & Chaka Khan.
- "G.O.M.D." obsahuje části písní "Get Low" od Lil Jon a samples "Berta, Berta" od Branford Marsalis.
- "No Role Modelz" obsahuje části písně "Don't Save Her" od Project Pat.
- "Apparently" obsahuje části písně "La Morte Dell'ermina" od Filippo Trecca.
- "Love Yourz" obsahuje části písně "Long Red" od Mountain.

## Mezinárodní žebříčky
| Země                     | Umístění |
| ------------------------ | -------- |
| Austrálie                | 40       |
| Kanada                   | 3        |
| Nový Zéland              | 25       |
| UK Albums Chart          | 33       |
| US Billboard 200         | 1        |
| US Billboard R&B/Hip-Hop | 1        |
| US Billboard Rap         | 1        |